# Raión de Kryzhopil
Raión de Kryzhopil (en ucraniano: Крижопільський район) es un antiguo raión o distrito de Ucrania en el óblast de Vínnytsia. 
Comprende una superficie de 880 km².
La capital fue la ciudad de Kryzhopil.

## Demografía
Según estimación 2010 contaba con una población total de 35631 habitantes.

## Otros datos
El código KOATUU es 521900000. El código postal 24600 y el prefijo telefónico +380 4340.